# Яєчна шкаралупа

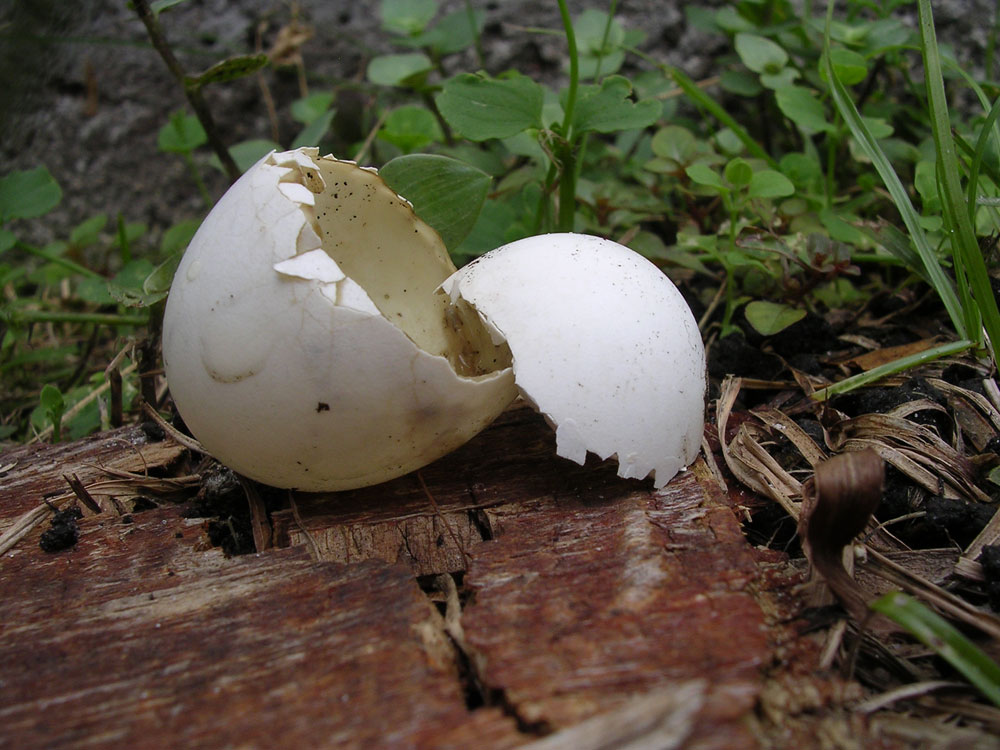
Порушена яєчна шкаралупа дикого птаха

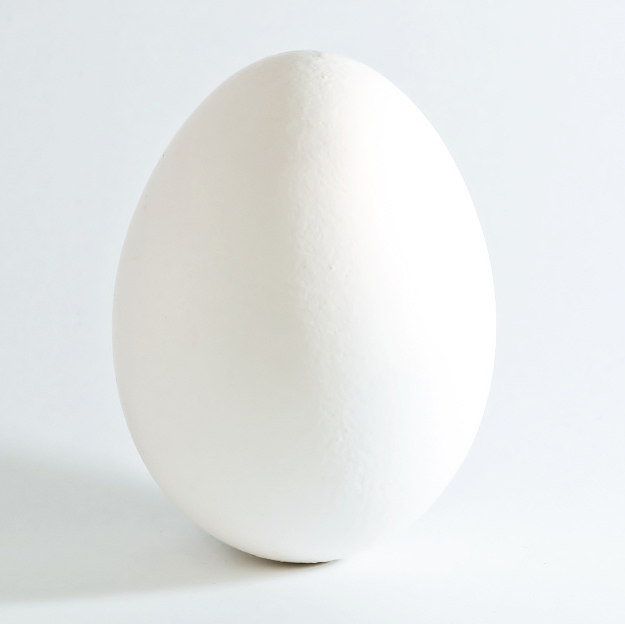
Тверда зовнішня оболонка білого курячого яйця

Яє́чна шкаралу́па — тверда або м'яка зовнішня оболонка яйця. Є невід'ємною частиною яйця. Вона оточує яйце і захищає його. Товщина яєчної шкаралупи складає від 0,2 мм до 0,4 мм.

## Шкаралупа яєць комах
Комахам та іншим членистоногим характерні різні стилі та форми яєць: деякі з них желатинові або шкіряні, інші мають жорсткі яєчні шкаралупи. М'які оболонки в основному білкові.

## Шкаралупа яєць риб, амфібій і рептилій
Яйця черепах і крокодилів містять багато білка, а насичена вапном їх шкаралупа тверда, як у пташиних яєць.

## Шкаралупапташиних яєць
У птахів яєчна шкаралупа вапниста і складається з карбонату кальцію.
Карбонат кальцію пташиної яєчної шкаралупи розчинний в різних кислотах, в тому числі оцті, який використовується в кулінарії. Розчинення карбонату кальцію оболонки яйця при вступі в реакцію з кислотою проходить з утворенням вуглекислого газу. Якщо у посудину з розчином хлороводневої кислоти опустити яйце, воно буде тонути, за деякий час спливатиме на поверхню, а потім знову буде тонути. Внаслідок того, що на поверхні яйця проходитиме взаємодія між кальцій карбонатом та хлороводневою кислотою, утворюється вуглекислий газ, бульбашки якого прилипатимуть до шкаралупи й підніматимуть яйце вгору. На поверхні розчину бульбашки будуть відриватися і підніматися в повітря, а яйце знову тонутиме на дно, а потім знову підніматиметься. Воно пірнатиме доти, поки не розчиниться його шкаралупа.

### Шкаралупа курячих яєць
У курячих яйцях вона складається із води (1,6 %) і сухих речовин (98,4 %), у тому числі органічних протеїнів — 3,3 %, ліпідів — сліди (0,03 %) і неорганічних речовин 95,1 % (вуглекислий кальцій — 92,8 %, вуглекислий магній — 1,5 %, фосфорнокислі солі кальцію і магнію — 0,8 %). Зола шкаралупи подана кальцієм (98 %). Вапняна шкаралупа щойно відкладеного яйця набагато товща й міцніша від шкаралупи яйця з розвиненим у ньому пташеням. Вапнякову шкаралупу пронизують пори, через які в яйце надходить повітря, а виділяються газоподібні продукти життєдіяльності зародка.

### Утилізація пташиної шкаралупи

#### У США
Індустрією харчових продуктів в США створюється 150000 тонн відходів шкаралупи в рік. Методи утилізації відходів з яєчної шкаралупи передбачають використання її як добрив (26,6 %), як інгредієнтів кормів для тварин (21,1 %), 15,8 % використовуються в інших напрямках, а 26,3 % відкидається на муніципальні звалища.

#### Як харчова добавка
На теперішній час існують технології із збагачення продуктів харчування сполуками кальцію за допомогою продуктів переробки яєчної шкаралупи і харчової кістки, але їхніми істотними недоліками є погіршення нутрієнного складу готових виробів з боку вмісту повноцінного білка, ненасичених жирних кислот та інших важливих для здорового харчування макро- та мікронутрієнтів.
Надлишок кальцію з харчових добавок, з збагачених продуктів харчування і в дієтах з високим вмістом кальцію, може викликати молочно-лужний синдром, який має серйозну токсичність і може бути фатальним.